# Els Quatre Gats
Els Quatre Gats és un establiment situat al carrer de Montsió i el passatge del Patriarca de Barcelona, catalogat com a de gran interès (categoria E1). Inaugurat el 12 o el 14 de juny de 1897, fins al 1903 esdevingué un dels nuclis principals del Modernisme. Actualment torna a funcionar com a bar i restaurant, i conserva la decoració i múltiples fotografies i gravats de l'època.

## Història

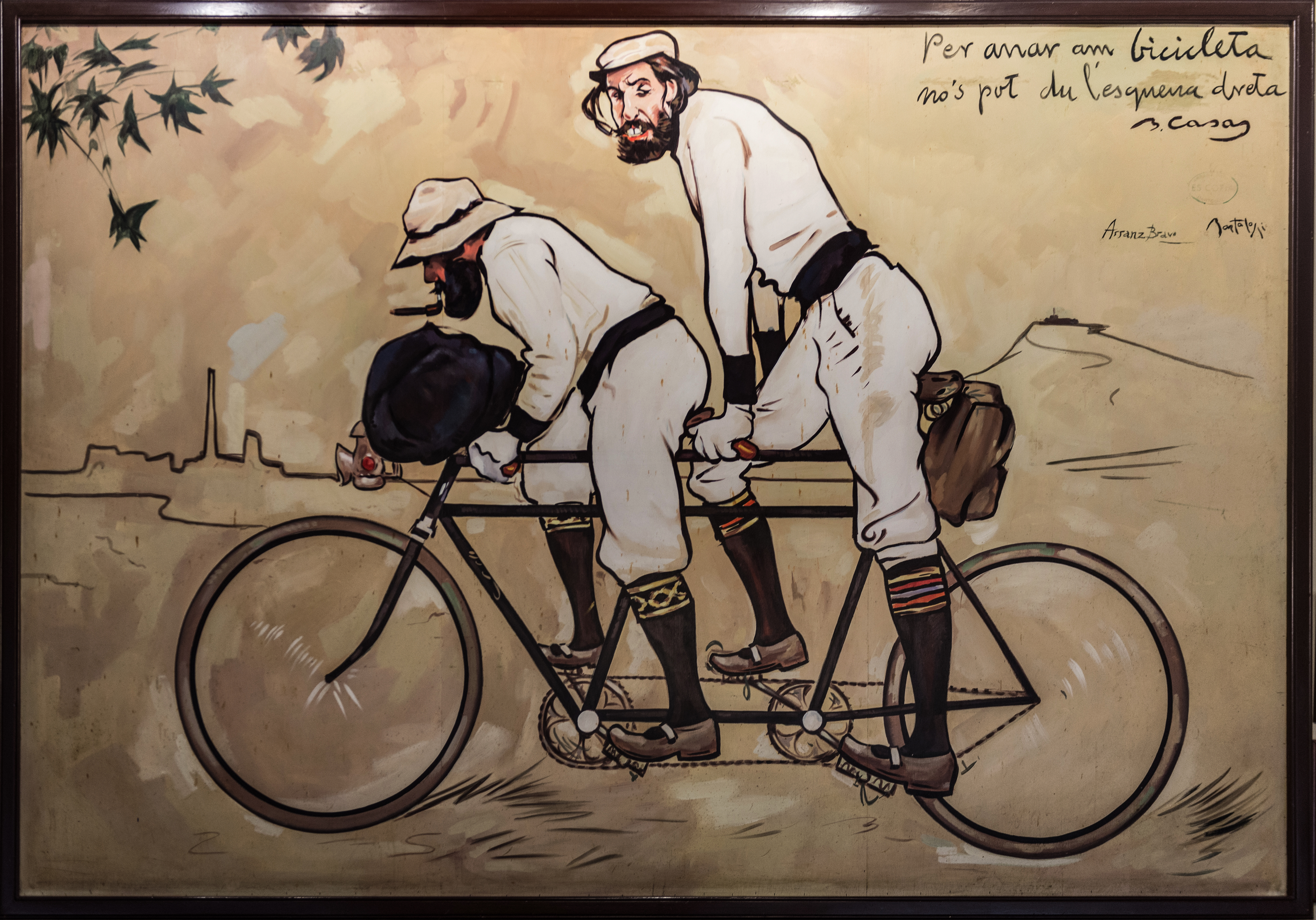
Ramon Casas i Pere Romeu en un tàndem (MNAC)

Pere Romeu era un personatge d'una fesomia molt característica que constituïa la imatge viva del local i que havia treballat com a cambrer al cabaret Le Chat Noir de París. Romeu va decidir crear un local amb ambient avantguardista i bohemi a Barcelona. Els inversors foren el pintor Ramon Casas, el drapaire enriquit Maties Ardèniz i el banquer Manuel Girona. La decoració interior va ser finançada per Ramon Casas, que va pagar les aranyes de llums circulars i el mobiliari medieval dissenyat per Josep Puig i Cadafalch. Un altre dels seus regals va ser la pintura en què dos homes, Pere Romeu i ell mateix, apareixen pedalejant en un tàndem (la que hi ha actualment a l'establiment és una còpia, ja que l'original és al Museu Nacional d'Art de Catalunya).

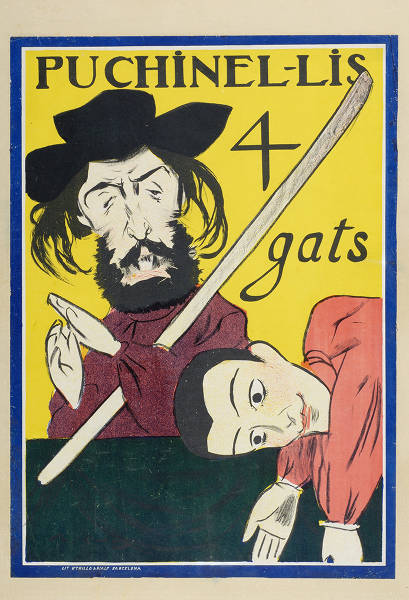
Cartell per a un espectacle de putxinel·lis als Quatre Gats, de Ramon Casas, del Centre de Documentació i Museu de les Arts Escèniques

Ràpidament va ser adoptat com a lloc de trobada d'artistes i personatges insòlits. En foren impulsors i habituals els artistes Santiago Rusiñol, Ramon Casas i Miquel Utrillo i músics com Enric Granados, Isaac Albéniz o Lluís Millet. S'hi realitzaren vetllades literàries, espectacles de titelles i d'ombres, informals vetllades musicals a càrrec de Granados, Malats, Albéniz, Darío de Regoyos —que a part de pintor era guitarrista amateur—, Miquel Llobet, etc., lectures poètiques i sobretot exposicions d'art del mateix Regoyos, Nonell, Pichot, Gosé, Torent o Picasso, les dues primeres individuals del qual tingueren lloc al local el febrer i el juliol del 1900. Durant l'any 1899 es van publicar 15 números de la revista Quatre Gats.

## Descripció
El local ocupa els baixos de la casa Martí, projectada el 1895 per Josep Puig i Cadafalch. El portal d'accés és al carrer de Montsió, on hi ha un fanal de ferro forjat amb el cartell de l'establiment penjant. Els portals i finestres exteriors són d'arc apuntat amb els tancaments de fusteria amb vidrieres decorades amb formes geomètriques.
A l'interior té dos espais diferenciats, la zona de bar i un ampli menjador o saló que s'utilitzava per als espectacles i exposicions amb un altell perimetral. El bar és on es concentra el més rellevant de l'estil modernista amb la decoració original: mobles de fusta de noguera, la barra amb el taulell cobert amb ceràmica popular catalana decorada amb motius florals i geomètrics. En els murs perimetrals hi ha un arrambador de ceràmica i les portes d'accés als diferents espais tenen els emmarcaments de pedra. Originàriament hi havia també una mampara de fusta que separava l'entrada i la barra. La sala es va reformar, ja que va usar-se com a magatzem tèxtil, reproduint decoracions del llenguatge modernista, especialment al sostre.

## Els Quatre Gats i el teatre d'ombres[calcitació]
Les ombres van ser introduïdes a Catalunya en els primers anys del segle xix per companyies ambulants professionals com les de l'italià Giacomo Chiarini. Normalment van ser ombres per a un públic adult, encara que, possiblement, per la seva innocència, també a vegades dirigides als infants, en hostals com el de L'Escut de França, teatres com el de la Santa Creu, el de Traspalacio o el del Laurel, també als salons de palauets de la Barcelona antiga, una ciutat encara emmurallada. Ens han arribat alguns noms dels ombristes professionals, com els de Valls i Miquel Nevas; pel que fa a la procedència de les obres, molts dels sainets representats eren en català i pertanyien a Frederic Soler «Pitarra», Josep Robreño o Andreu Amat. A partir dels anys 30 del segle xix, es van posar de moda les ombres de “sala i alcova” que s'oferien en salons de la burgesia benestant, de famílies com les de Bernat de las Casas, els Caponata, els Tusquets, els de Can Cordelles, etc. La demanda va fer que en les dècades de 1860-70 s'editessin nombrosos fulls de retallables amb les ombres impreses, com les dels Successors d'Antoni Bosch i les de l'impressor Joan Llorens, a vegades imitats o copiats de les obres franceses per a ombres, com les famoses Imatge d'Épinal d'Épinal. En canvi, els teatrets d'ombres de joguina no van aparèixer fins a les dècades de 1880-90 del segle xix i fins entrat el xx.
Però les modes i els gustos van i venen, i quan els fundadors d'Els Quatre Gats van exhibir les seves ombres artístiques, la llarga tradició de les ombres a Catalunya feia temps que s'havia acabat.
Però, prop del tombant del segle, els factòtums d'Els Quatre Gats fan representacions d'ombres, amb la diferència innovadora que aquestes tenen més a veure amb un tipus d'espectacle importat directament de París (de Le Chat Noir) que no pas amb una tradició autòctona.
Tot i que són poques les dades tècniques que obtenim, sabem que les ombres xineses, o teatre d'ombres, va ser d'un gran èxit a la cerveseria Els Quatre Gats: El 29 de desembre de 1897, en aquest mateix lloc, tenia lloc l'assaig general de les “ombres artístiques”. El programa, anunciat a la premsa, estava format per quatre peces: L'Eléphant (que s'havia representat al Chat Noir de París), Montserrat, Nadala i Quatre Gats i un vestit negre i en Pere Romeu pel món o el romiatge d'una altra ànima.
L'Eléphant, es tractava d'un drama simbolista oriental en un acte. Sembla que només es va representar el dia de l'assaig general, el 29 de desembre de 1897. És l'obra que demostra el punt d'unió entre el Chat Noir i Els Quatre Gats.
Montserrat. Dibuixos de Miquel Utrillo. Argument basat en un poema de Joan Maragall, que va ser llegit per Salvador Vilaregut. Música d'Enric Morera. Les veus eren interpretades per Carles Capdevila.
Nadala. Dibuixos de Ramon Pichot. Música de Joan Gay. Argument basat en uns versos de Josep Maria Jordà.
Quatre gats... i en Pere Romeu pel món... Dibuixos de Ramon Casas. Música de Joan Gay. Guió d'Enric de Fuentes. Episodis còmics del llarg i accidentat viatge d'en Pere Romeu des dels terrats plens de gats de Barcelona fins a l'Àfrica i el Pol Nord. Va ser l'obra de més èxit, i es va reestrenar.
Jesús de Natzaret. Dibuixos de Lluís Bonnín. Guió basat en un poema d'Àngel Guimerà, en una adaptació de Juli Vallmitjana. Música de Francesc Ginesta. Entre els quadres consten l'entrada a Jerusalem i l'oració a l'hort. Va formar part de la segona sèrie de les “ombres artístiques” en l'assaig general del 13 de març de 1898.
Nit de Lluna (o Clar de Lluna). Dibuixos i argument de Juli Vallmitjana. Segons el diari La Renaixensa, el 20 d'abril de 1898, aquesta darrera peça documentada s'alternava amb peces musicals interpretades per Lapeyra a l'harmònium, Matheu al piano, i Colomer al violí.
Corpus Christi i Els Tres Reis, dues obres que el 5 d'abril de 1898 consten anunciades a la premsa, però no consten com a estrenades.
Destaquem la temàtica religiosa de les obres, que no deixa de sobtar en un lloc com Els Quatre Gats, un dels llocs més alternatius de Barcelona en aquela època.
Els dos principals promotors d'aquells espectacles d'ombres xineses, quan la llarga tradició de les ombres a Barcelona s'havia estroncat feia temps, van ser Pere Romeu, l'empresari del local, que havia treballat al Chat Noir, i el pintor Miquel Utrillo, que havia fet un espectacle d'ombres a l'Auberge du Clou parisenc entre 1889 i 1893. Ambdós s'embarcaren el 1893 cap als EUA amb motiu de l'Exposició Universal de Chicago.
La tercera persona involucrada en les ombres va ser Santiago Rusiñol, no tant en la part artística i de manipulació, com en la de promoció i contactes personals, ja que va ser testimoni de primera fila de les ombres del Chat Noir, que va descriure en les seves cròniques “Desde el Molino” per al diari La Vanguardia, després reunides i publicades en llibre.

### Le Chat Noir, font d'inspiració
Les ombres del nostre Quatre Gats van ser fruit d'inspiració de la famosa taverna de Monmatre: Le Chat Noir. Ja que en les dues darreres dècades del segle xix, el barri de Montmartre es va convertir en el rovell de l'ou dels cabarets i els teatres, llocs de reunió dels artistes i intel·lectuals del moment. Entre tots aquells llocs d'esbarjo en sobresortia, sens dubte, Le Chat Noir, que de simple cafè va esdevenir cabaret, redacció d'una revista que portava el mateix nom, sala de teatre i lloc d'exposicions.
Les ànimes de Le Chat Noir van ser l'empresari Rodolphe Salis i el pintor i litògraf Henri Rivière. A ells i els seus notables col·laboradors es deu el fet que durant dotze dels setze anys en què va estar obert el cabaret, l'espectacle principal fossin les ombres xineses per a adults. Un d'aquests col·laboradors-fundadors va ser el dibuixant Henry Somm (que després veurem vinculat a Els Quatre Gats): la seva obra La Berline de l'emigré où jamais trop tard pour bien faire va ser la primera que es va representar i va ser l'any 1885.
Per tant, les ombres d'Els Quatre Gats van ser una imitació ben digna de les de Le Chat Noir si tenim en compte la crisi política, econòmica i social de Barcelona durant els anys 1897 i el 1898.

### La tècnica en les ombres

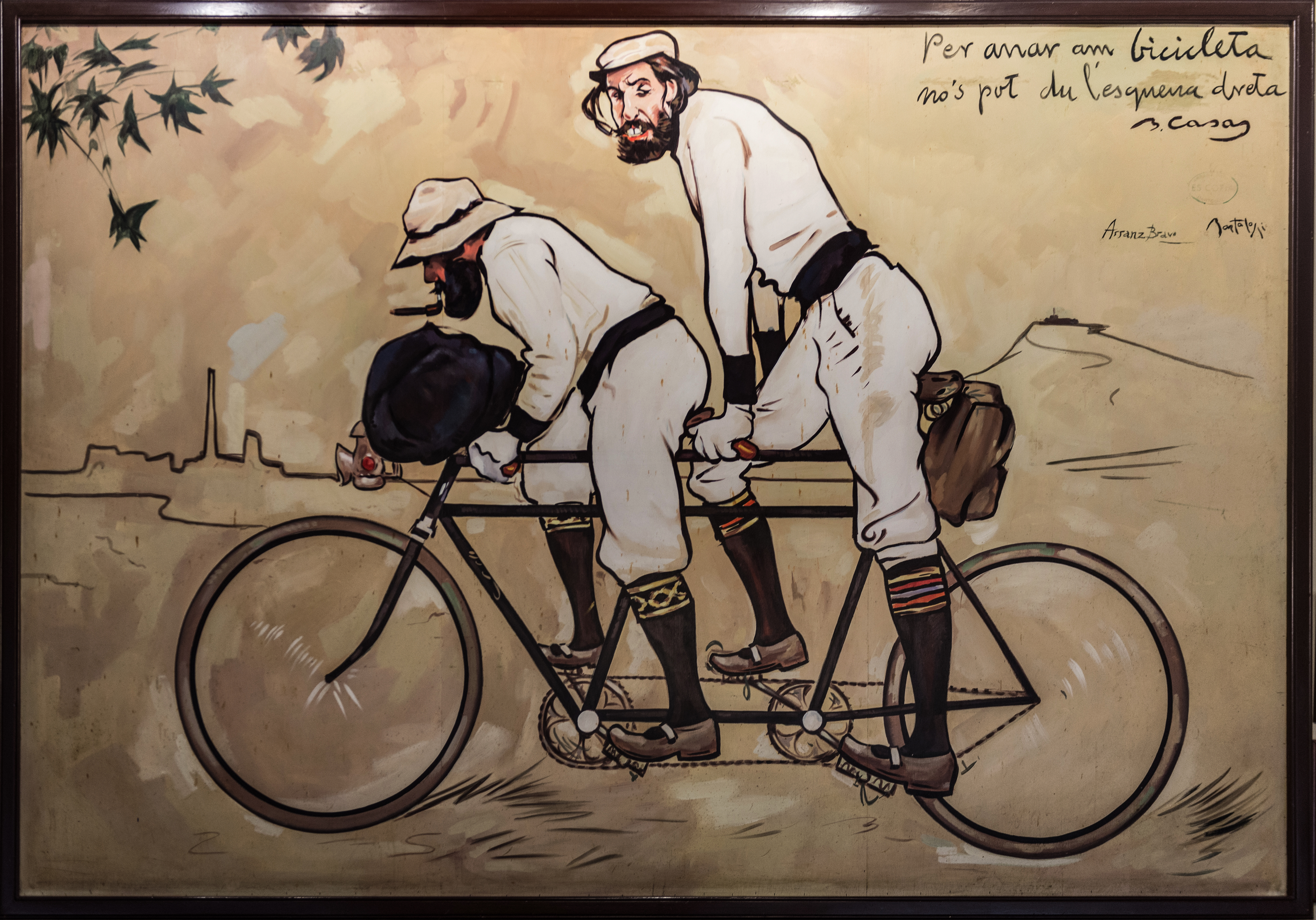
Icònica pintura que decorava Els Quatre Gats. Hi apareixen Pere Romeu, promotor de l'establiment, i el pintor Ramon Casas que s'autoretrata al quadre. A la pintura, de l'any 1897, s'hi llegeix: "Per anar amb bicicleta no es pot dur l'esquena dreta". Títol del quadre: Ramon Casas i Pere Romeu en un tàndem

L'escenari-pantalla o “castellet”, després utilitzat pels titellaires, seria el mateix que apareix en una fotografia repetidament reproduïda, tal com també documenta un diari. La restauració del gust per les ombres estava molt influenciada per la moda del “japonesisme”, que tant va influir en el modernisme i en les arts plàstiques en general de la fi del segle. La llanterna màgica també va tenir a veure amb la difusió d'aquest art de l'Orient, fins llavors tan desconegut a l'Occident, amb la proliferació abundant d'imatges gràfiques, tan a través del dibuix com de la fotografia. El perfeccionament tècnic de la llanterna es pot dir que va arribar a tocar sostre a la darrera dècada del segle xix, tot solapant-se amb l'aparició del cinematògraf. En realitat, en la transició de la llanterna al cinema es van utilitzar com a projectors les mateixes llanternes, adequades als nous engranatges i enginys tècnics del cinema. Aquest perfeccionament de la llanterna va produir, per exemple, els efectes fabricats amb la triple llanterna, disposades una a sobre de l'altra, que permetia, per exemple, els fosos-encadenats d'imatges (d'aquí la denominació de “vistes dissolvents”), en les que unes imatges es sobreposaven a d'altres de manera gradual, un efecte que va passar posteriorment al cinema. L'aparell de llanterna podia tenir dues funcions: la de projectar imatges i la d'il·luminar. Ambdues van ser aprofitades per al desenvolupament de la tècnica de les ombres. En aquells temps previs a l'aplicació de l'enllumenat elèctric a l'espectacle, la llum més correntment usada (i la que es va utilitzar al Chat Noir) era l'anomenada oxhídrica, també coneguda com a Drummond, pel nom del seu descobridor. Era originada per la combustió de l'oxígen més l'hidrògen, o gas acetilè. La font lluminosa s'originava per un encenedor que aviat va ser substituït per un bufador oxhídric. Aquesta llum oxhídrica era la de més intensitat lumínica després de la del sol i l'elèctrica. La seva contrapartida, però, era que es tractava d'un gas fàcilment inflamable i podia provocar accidents, com després passaria amb el cinematògraf. La font lluminosa estava instal·lada a una distància de 3 metres de la pantalla. Dins d'aquesta distància havien de treballar els manipuladors de les ombres. La llanterna es feia servir, sobretot, per a projectar cels nítids, plens de núvols o sortides de sol pintats en colors translúcids sobre vidres que s'anaven posant i traient. En canvi, altres vegades s'enganxaven les siluetes sobre plaques de vidre. Això es va fer així durant la gira de 1896, per estalviar les pesants siluetes de zinc que s'utilitzaven a París. Un espectacle que va durar 12 anys, durant els quals es van arribar a crear al voltant de 40 obres d'ombres, no podia plantejar-se més que d'una manera totalment professional. Les primeres siluetes utilitzades estaven retallades en cartró o cartolina doble, però poc després es van decidir fer-les més duradores. Aleshores es va utilitzar la planxa de zinc, retallada i pintada amb pintura negra mat. L'escena situada darrere de la pantalla i amagada al públic, contenia diversos plans: les ombres en primer pla, enganxades a la pantalla, tenien un perfil nítid; les altres quedaven difuminades i grises, i provocaven una gran profunditat de camp. Les dimensions d'aquestes siluetes eren força apreciables: l'elefant de l'obra del mateix nom mesurava 50 x 50 cm.; un timbaler a cavall feia 59,5 x 54 cm; la figura de Napoleó per a l'obra L'Epopée, de Caran d'Ache, arribava a mesurar 61,5 cm d'alçada per 12,5 cm d'amplada. Hi havia siluetes articulades i d'altres de fixes, i per poder manipular totes aquestes figures el Chat Noir necessitava una mitjana de 8 a 10 maquinistes, la qual cosa indicava el grau de sofisticació a què havien arribat aquelles ombres, que amb raó van atreure l'atenció internacional. Moltes d'aquestes peces úniques es conserven encara a col·leccions particulars i a diversos museus de França, com el Musée des Arts décoratifs, el Musée d'Orsay, el Musée de l'Armée –tots ells a París–, i al Museu municipal de Châtellerault. Si han arribat fins als nostres dies és, sens dubte, gràcies al resistent material de zinc amb què es van fabricar.
Els Quatre Gats van comptar amb equips de luxe”(pintors, músics, escriptors de renom), darrere la pantalla blanca, però hi havia un equip de maquinistes que, com a professionals, havien de cobrar, i la realitat va ser que davant dels 12 anys i les 40 obres del Chat Noir, aquí les ombres van aguantar 5 mesos escassos (de desembre de 1897 a l'abril de 1898) i les obres representades documentades van ser 6. El titellaire i estudiós dels titelles Francisco Porras, insinua que els manipuladors de les ombres o bé no eren professionals o bé ho eren i no cobraven.

### El que queda de les ombres
Malauradament, aquest teatre d'ombres va perdre la seva fama fins a dissoldre's del tot. Així que només s'han pogut conservar 11 siluetes d'uns 20 centímetres, fetes de cartolina negra i filferro, que van ser exposades en dos quadres entre l'octubre de 1981 i el gener de 1982, va tenir lloc a Barcelona l'exposició “Picasso i Barcelona, 1881-1981”, per commemorar el centenari del naixement de l'artista. Enmig d'aquella gran quantitat d'obres d'art, dos quadres passaven quasi desapercebuts: emmarcaven 11 petites figures retallades en cartolina negra que havien estat utilitzades per a les ombres xineses d'Els Quatre Gats, localitzades per Ainaud de Lasarte a la col·lecció de Carolina Meifrén de Jiménez.
La propietària de les siluetes, Carolina Meifrén de Jiménez, va morir als 103 anys. Ara és el seu fill, Josep Jiménez Meifrén, qui té les ombres i l'única persona que podria aportar alguna dada nova sobre el tema. Estan cedides en dipòsit al MNAC, per a completar la vessant polifacètica de Ramon Casas.
«Aquestes ombres xineses procedeixen de la col·lecció de Josep Meifrén, un dels personatges retratats al cartell “sombras” de Ramon Casas i Miquel Utrillo»